# Yamaken-gumi
El cuarto Yamaken-gumi (四代目山健組 Yondaime Yamaken-gumi?) es una organización yakuza fundada en Kōbe, Japón. Fue el mayor afiliado, seguido del Kodo-kai, (fundado en Nagoya) del sindicato yakuza más grande conocido en Japón, siendo destronado por el Yamaguchi-gumi hasta 2015. Del 2015 a 2020, opero bajo la tutela del Kōbe Yamaguchi-gumi. En julio del 2021, el grupo se separó de Yamaguchi-gumi, y un gran número de sus miembros optaron por quedarse con Yamaguchi-gumi.
Antes de la escisión, se estimaba que Yamaken-gumi tenía entre 3000 a 7000 miembros. Después de la división, se redujo a 800 miembros. Uno de los principales motivos de la escisión ha sido que varios de los miembros del Yamaguchi-gumi decidieron que había llegado el momento de modernizar el negocio y dejar atrás algunas de sus tradiciones.
Yoshinori Watanabe fue un kumicho (padrino) del Yamaken-gumi de 1982 a 1989 antes de convertirse en kumicho de Yamaguchi-gumi. Watanabe dimitió del puesto en julio de  2005, pero sigue siendo fiel al grupo. Muchos de sus miembros estaban molestos porque el sexto don de Yamaguchi no fue elegido de entre sus filas, sino que se eligió a Kenichi Shinoda, oriundo de Nagoya .
El actual líder de Yamaken-gumi (kumicho) es Kinio Inoue (nacido en 1948 en Oita, Kyushu ). El número dos (wakagashira ) es Kuniharu Yamamoto (nacido en 1949 en Oita, Kyushu).
El 16 de septiembre del 2021, el Yamaguchi-gumi anunció que dará la bienvenida a los miembros de Yamaken-gumi que se separaron de ellos en 2015.

## Liderazgo
- 1.er kumicho (1961-1982): Kenichi Yamamoto (山本 健一?)  fue el hijo mayor  del Tercer Yamaguchi-gumi. Fue un exmiembro de Yasuhara-kai (安原会?)  .
- 2.º kumicho (1982-1989): Yoshinori Watanabe (渡辺 芳則?)  quien fue wakagashira del Cuarto Yamaguchi-gumi. Fue el primer kaicho (会長?)  del Kenryu-kai (健竜会?) , y luego se convertiría en kumicho del Quinto Yamaguchi-gumi.
- 3.er kumicho (1989-2005): Kaneyoshi Kuwata (桑田 兼吉?)  quien fue el hijo mayor del asistente  (若頭補佐 wakagashira-hosa?)  del Quinto Yamaguchi-gumi. Fue kaicho del Segundo Kenryu-kai .
- 4.º kumicho (2005-): Kunio Inoue (井上 邦雄?)  que es un kambu (幹部?)  del Sexto Yamaguchi-gumi. Fue kaicho del Cuarto Kenryu-kai . Es un hijo adoptivo de Kuwata.

## Principales líderes actuales
- kumicho - Kunio Inoue
- wakagashira - Hideyuki Senoo ( kumicho de Senoo-gumi )